# Johann Heinrich von Sweerts-Reist
Johann Heinrich von Sweerts-Reist (* 21. Juni 1658 in Groß-Peterwitz, Fürstentum Oppeln-Ratibor; † Juni 1702 in Breslau, Fürstentum Breslau) war Domherr und Generalvikar des Fürstbistums Breslau.

## Leben
Johann Heinrich Sweerts, eingedeutscht auch Schwertz, Freiherr von Reist, war ein Sohn des aus den Spanischen Niederlanden stammenden kaiserlichen Offiziers und Gutsbesitzers Franz Johann von Sweerts-Reist (1613–1700) aus der Ehe mit Barbara Anna Freiin von Krafft (1636–1683), Tochter des kaiserlichen Obersten Heinrich Krafft von Lammersdorf. Er besuchte das Katholische Gymnasium in Glatz und studierte Philosophie an der Universität Breslau. Von 1676 bis 1679 studierte er als Alumne des Collegium Germanicum Theologie in Rom. Am 27. Mai 1684 wurde er in Neiße zum Priester geweiht. 1685 wurde er Domherr, 1692 auch Domscholaster in Breslau. Von 1693 bis 1700 war er Generalvikar des Bischofs Franz Ludwig von Pfalz-Neuburg.